# بالتازار كوستا
بالتازار كوستا (بالبرتغالية: Oswaldo Silva‏) (14 يناير 1926 سانتوس، ساو باولو البرازيل - 25 مارس 1997 ساو باولو البرازيل) هو لاعب كرة قدم برازيلي سابق كان يلعب كمهاجم، شارك في كأس العالم 1954.

## روابط خارجية
- بالتازار كوستا على موقع الاتحاد الدولي (مؤرشف)  (الإنجليزية)
- بالتازار كوستا على موقع قاعدة بيانات كرة القدم.إي يو (الإنجليزية)
- بالتازار كوستا على موقع ناشيونال فوتبول تيمز (الإنجليزية)
- بالتازار كوستا على موقع Soccerway.com (الإنجليزية)
- بالتازار كوستا على موقع عالم كرة القدم.نت (الإنجليزية)